# Wirbeltierauge

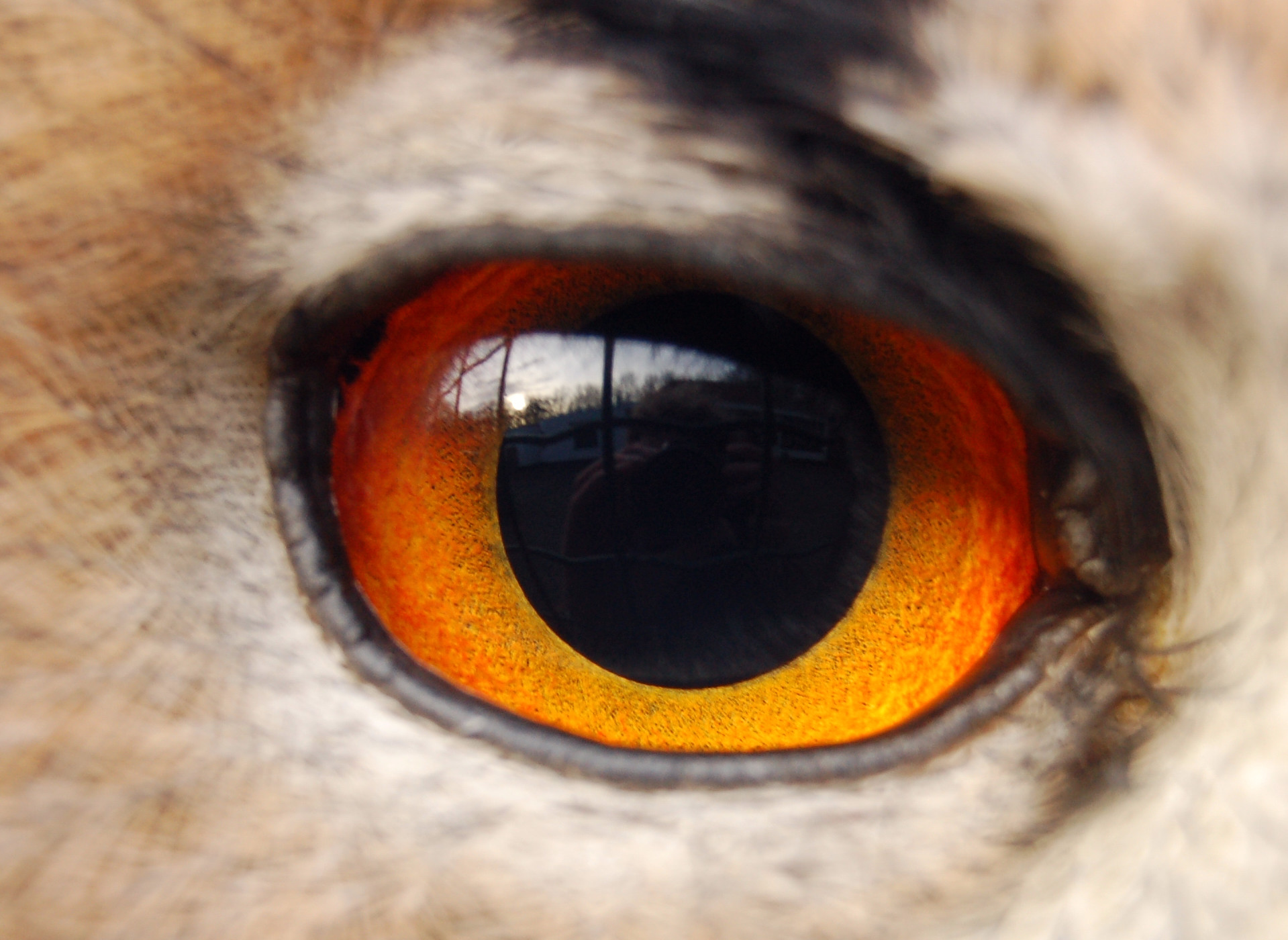
Rechtes Auge eines Uhus

Die Wirbeltieraugen sind lichtempfindliche, oft hoch entwickelte Sinnesorgane, die der teils unterschiedlichen Aufnahme und Weiterleitung von Lichtreizen dienen (Auge). In Abhängigkeit von der jeweiligen Lebensform und ihren Anforderungen an eine visuelle Orientierung resultiert daraus eine unterschiedlich ausgeprägte Sehschärfe, ein unterschiedlich großes peripheres Gesichtsfeld und die variierende Wahrnehmung von Farben, Formen und Bewegung.
Entwicklungsgeschichtlich gehören die Augen der Wirbeltiere zur Gruppe der Linsenaugen und sind sich untereinander sehr ähnlich, wobei ihr Aufbau mit einigen Ausnahmen prinzipiell dem des menschlichen Auges entspricht. Sie liegen geschützt und eingebettet in einem Muskel-, Fett- und Bindegewebspolster in den knöchernen Augenhöhlen (Orbita) des Schädels. Außer bei den meisten Fischen verhindern Schutzmechanismen wie der Lidschlussreflex, dass das Auge durch äußere Einwirkungen geschädigt wird. Das schnelle Schließen des Augenlids schützt zum einen vor Fremdkörpern, zum anderen bewahrt es die empfindliche Hornhaut durch ständiges Benetzen mit Tränenflüssigkeit vor dem Austrocknen.
Die Bewegungen der Augen werden von den äußeren Augenmuskeln gesteuert. Die Größe der dadurch entstehenden Blickfelder ist unter den verschiedenen Gattungen und in Abhängigkeit der Lebensumstände sehr unterschiedlich.

## Aufbau
Das Sehorgan (Organon visus) der Wirbeltiere wird in drei Untereinheiten gegliedert:
- den Augapfel – Bulbus oculi (lat.) oder Ophthalmos (griech.),
- die Anhangsorgane des Auges (Tränenapparat, Augenmuskeln, Bindehaut und Augenlider) und
- die Sehbahn.

### Augapfel
Der Augapfel (lateinisch Bulbus oculi) ist ein fast kugelförmiger Körper, der sich innerhalb bestimmter Grenzen ähnlich dem Prinzip einer kardanischen Aufhängung um beliebig viele Achsen drehen kann, dabei seine Position innerhalb der Augenhöhle jedoch nicht oder nur unwesentlich verändert. Seine Hülle besteht aus drei konzentrischen Schichten mit unterschiedlichen Funktionen.
Der Innenraum des Augapfels enthält den Glaskörper (Corpus vitreum), sowie die Linse (Lens) und wird unterteilt in vordere und hintere Augenkammer (Camera anterior und posterior bulbi).
Beim erwachsenen Menschen hat der Augapfel einen Durchmesser von durchschnittlich etwa 23 mm.

#### Äußere Augenhaut
Die äußere Augenhaut (Tunica externa bulbi, auch Tunica fibrosa bulbi) wird in zwei Abschnitte untergliedert. Das Licht tritt durch die durchsichtige Hornhaut (Cornea) ein. Sie wird ständig mit Tränenflüssigkeit befeuchtet. Sie geht unmittelbar in die weiße Lederhaut (Sclera) über, die den größeren restlichen Teil der äußeren Augapfelhülle bildet. An ihr setzen die äußeren Augenmuskeln an, die das Auge in der Augenhöhle bewegen. Im vorderen Augenabschnitt ist sie von der Bindehaut (Conjunctiva) bedeckt, so dass nur die Cornea von Tränenflüssigkeit direkt benetzt wird.

#### Mittlere Augenhaut
Die mittlere Augenhaut (Tunica media bulbi oder Uvea) besteht aus drei Abschnitten. Die Aderhaut (Choroidea) ist reich an Blutgefäßen, versorgt die anliegenden Schichten mit Nährstoffen und Sauerstoff und ist häufig pigmentiert. Im vorderen Bereich geht die Aderhaut in den Ziliarkörper (auch Strahlenkörper, Corpus ciliare) über, der der Aufhängung der Augenlinse und deren Akkommodation dient. Der vorderste Abschnitt der mittleren Augenhaut ist die Regenbogenhaut (Iris). Sie bildet die Pupille und reguliert den Lichteinfall. Ihre Pigmentierung verursacht die Augenfarbe.

#### Innere Augenhaut
Die innere Augenhaut (Tunica interna bulbi) wird von der Netzhaut (Retina) gebildet. Diese enthält die Lichtsinneszellen (Photorezeptoren). Dort, wo der Sehnerv das Auge verlässt (Sehnervenpapille), befinden sich keine Lichtsinneszellen. Den zu dieser Stelle korrespondierenden Bereich des Gesichtsfelds nennt man den Blinden Fleck. Der Bereich des schärfsten Sehens ist die Fovea centralis (beim Menschen ca. 5 Sehwinkelgrad Durchmesser), die sich innerhalb des Gelben Flecks (Macula lutea) befindet. Zur inneren Augenhaut gehört auch eine Pigmentschicht, das Pigmentepithel.

#### Glaskörper
Der Glaskörper (Corpus vitreum) ist eine gelartige, durchsichtige Substanz, die die Kugelform des Auges aufrechterhält. Er befindet sich im Inneren des Auges zwischen Linse und Netzhaut und ist mit einer geringen optischen Wirkung Teil der brechenden Medien. Der Glaskörper besteht zu ca. 98 % aus Wasser sowie aus ca. 2 % Hyaluronsäure und einem Netz von Kollagenfasern (<<1 %).

#### Brechende Medien

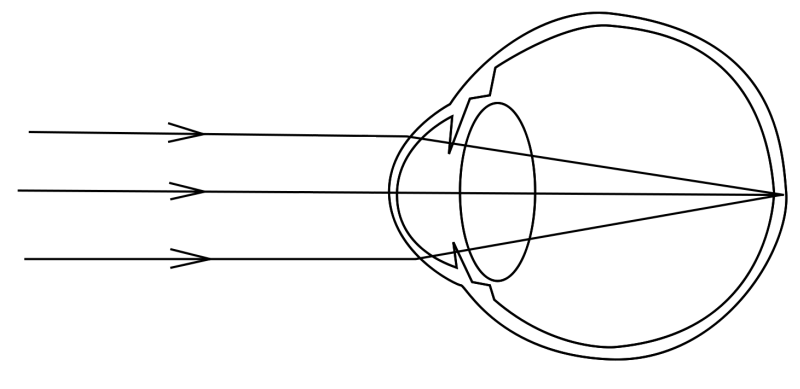
Grafische Darstellung brechender Medien

Um das Licht, das von außen in das Auge einfällt, zu bündeln und auf der Netzhaut zu fokussieren, bedarf es optisch wirksamer Bestandteile, die für eine entsprechende Lichtbrechung sorgen. Diese werden unter dem Begriff „brechende Medien“ zusammengefasst und bestehen aus der Hornhaut, der Linse, dem Kammerwasser und dem Glaskörper. Ihr Anteil an der Gesamtbrechkraft ist – auch von Lebewesen zu Lebewesen – unterschiedlich. Jedoch gilt prinzipiell, dass die Hornhaut die bei weitem größte Brechkraft besitzt, gefolgt von der Linse. Die Gesamtheit der brechenden Medien wird auch als dioptrischer Apparat bezeichnet, ihre Brechkraft in der Einheit Dioptrie (dpt) angegeben.

### Anhangsorgane
Zu den Anhangsorganen des Auges gehören der Tränenapparat, die Augenmuskeln, die Bindehaut und die Augenlider.

#### Tränenapparat

Der menschliche Tränenapparat

Der Tränenapparat landlebender Wirbeltiere besteht zum einen aus den Strukturen, die für die Produktion von Tränenflüssigkeit zuständig sind (Tränendrüse), zum anderen aus den zu- und ableitenden Gefäßen und Kanälen (Tränenwege), die die Tränenflüssigkeit transportieren. Das gesamte Organ dient der Versorgung der vorderen Augenabschnitte, ihrer Reinigung und ihrem Schutz. Die Tränenflüssigkeit wird durch einen Abfluss im nasenseitigen Augenwinkel abgeleitet und fließt schließlich über den Tränen-Nasen-Gang in die Nasenhöhle.

#### Äußere Augenmuskeln

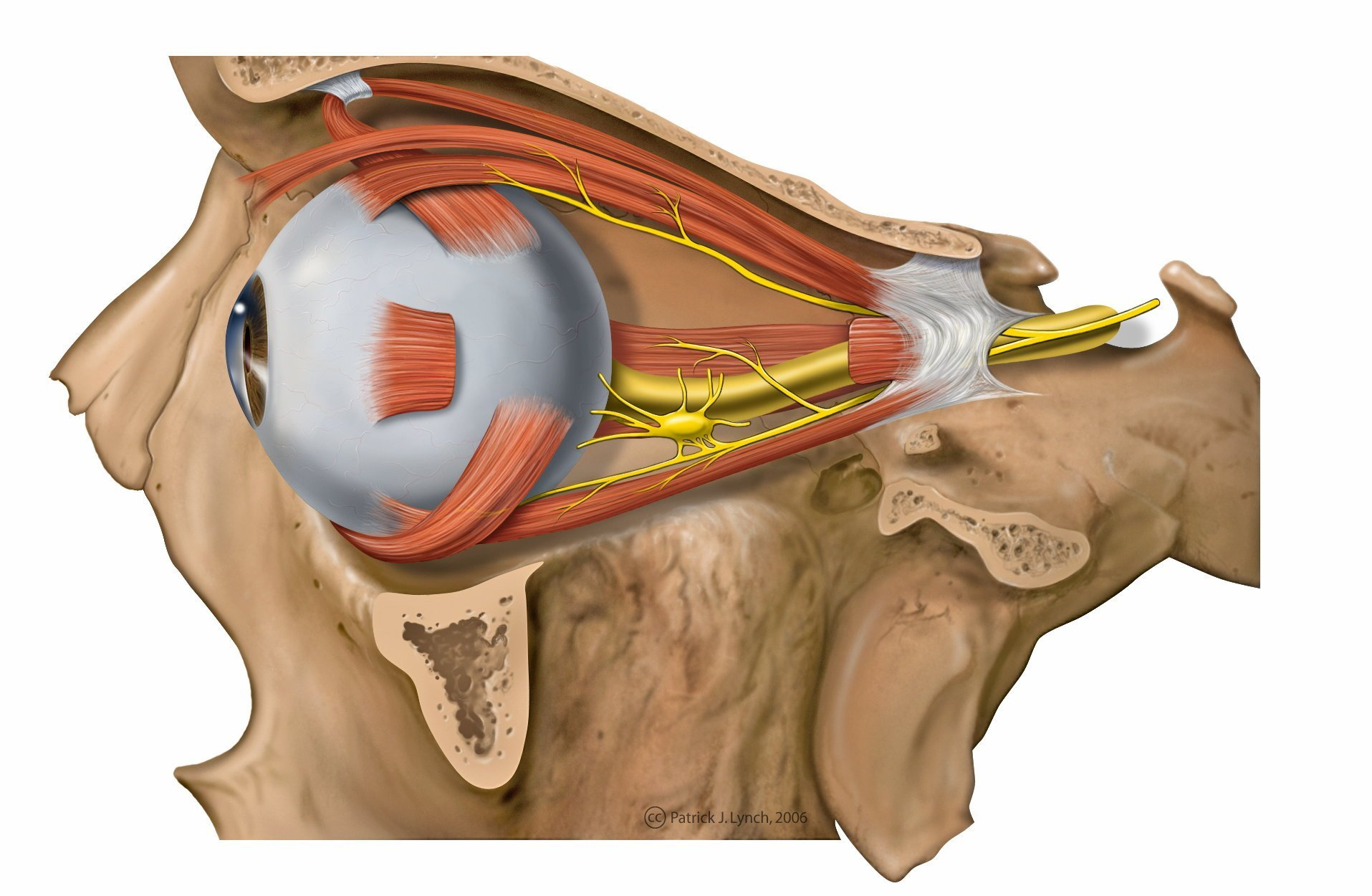
Augenmuskeln des linken Auges beim Menschen

Das Wirbeltierauge verfügt über sechs oder sieben (beim Menschen sechs) äußere Augenmuskeln. Die sechs Muskeln sind unterteilt in vier gerade und zwei schräge Augenmuskeln, die jedes Auge jeweils in die unterschiedlichsten Richtungen drehen können und paarweise auf den Augapfel antagonistische Kräfte ausüben. Je nach Augenstellung verfügen die Muskeln über mehr oder weniger ausgeprägte Haupt- und Teilfunktionen, die sich in der Hebung, Senkung, Seitwärtswendung oder Rollung des Augapfels ausdrücken. Viele Säugetiere verfügen noch über einen weiteren Muskel, der einen ähnlichen Funktionsumfang wie die vier geraden Muskeln besitzt.
Die so ausgelösten Augenbewegungen erfolgen einerseits mit dem Ziel, die Gesichtslinien (Sehachsen) der beiden Augen auf ein zu fixierendes Objekt im Außenraum auszurichten, und dies möglichst exakt koordiniert und in kürzester Zeit. Dabei repräsentiert das Zentrum der Fovea centralis bei Lebewesen mit zentraler Fixation neben der Hauptsehrichtung auch den motorischen Nullpunkt des Auges hinsichtlich seiner Bewegungsphysiologie. Das so koordinierte beidäugige Sehen ermöglicht neben einer Vergrößerung des Gesichtsfeldes auch räumliches Sehen. Weiterhin vergrößern die Augenbewegungen das Blickfeld. Dabei ist die monokulare Exkursionsstrecke von Bedeutung, also die maximale Bewegungsfähigkeit des jeweils rechten und linken Auges, die von Lebewesen zu Lebewesen sehr unterschiedlich ausgeprägt sein kann. Die Leistungsfähigkeit der Augenmuskeln ist in der Regel um ein Vielfaches höher, als tatsächlich täglich benötigt wird.

#### Bindehaut

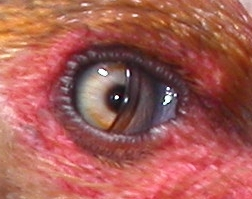
Nickhaut eines Huhns

Die Bindehaut, auch Konjunktiva genannt, ist eine Schleimhaut in der Orbita (Augenhöhle) im vorderen Augenabschnitt. Sie beginnt an der Lidkante und überzieht als Tunica conjunctiva palpebrarum die hintere, dem Augapfel zugewandte Fläche der Augenlider. Dieser Schleimhautüberzug wirkt wie ein weiches Wischtuch und verteilt beim Lidschlag die Tränenflüssigkeit über der Hornhaut, ohne diese zu verletzen. In der Tiefe der Augenhöhle schlägt die Bindehaut wieder nach vorn um und verbindet sich mit der Sclera. Die Bindehaut überzieht den vorderen Teil der Sclera bis zum Beginn der Hornhaut; dieser Abschnitt wird als Tunica conjunctiva bulbi bezeichnet.
Der von der Bindehaut umhüllte Hohlraum ist der Bindehautsack (Saccus conjunctivae). Dessen hintere Nische in der Tiefe der Augenhöhle wird als Bindehautgewölbe (Fornix conjunctivae) bezeichnet.
Die Bindehaut bildet am nasenseitigen Augenwinkel eine Zusatzfalte, die als Nickhaut (Plica semilunaris conjunctivae, Membrana nicitans) oder drittes Augenlid (Palpebra tertia) bezeichnet wird. Sie ist beim Menschen nur sehr klein. Bei den übrigen Säugetieren ist sie so groß, dass sie sich vor das gesamte Auge legen kann. Bei vielen anderen Wirbeltieren, z. B. Haien, Reptilien und Vögeln, ist sie transparent und kann wie eine Schutzbrille vor das Auge geklappt werden.

#### Augenlider

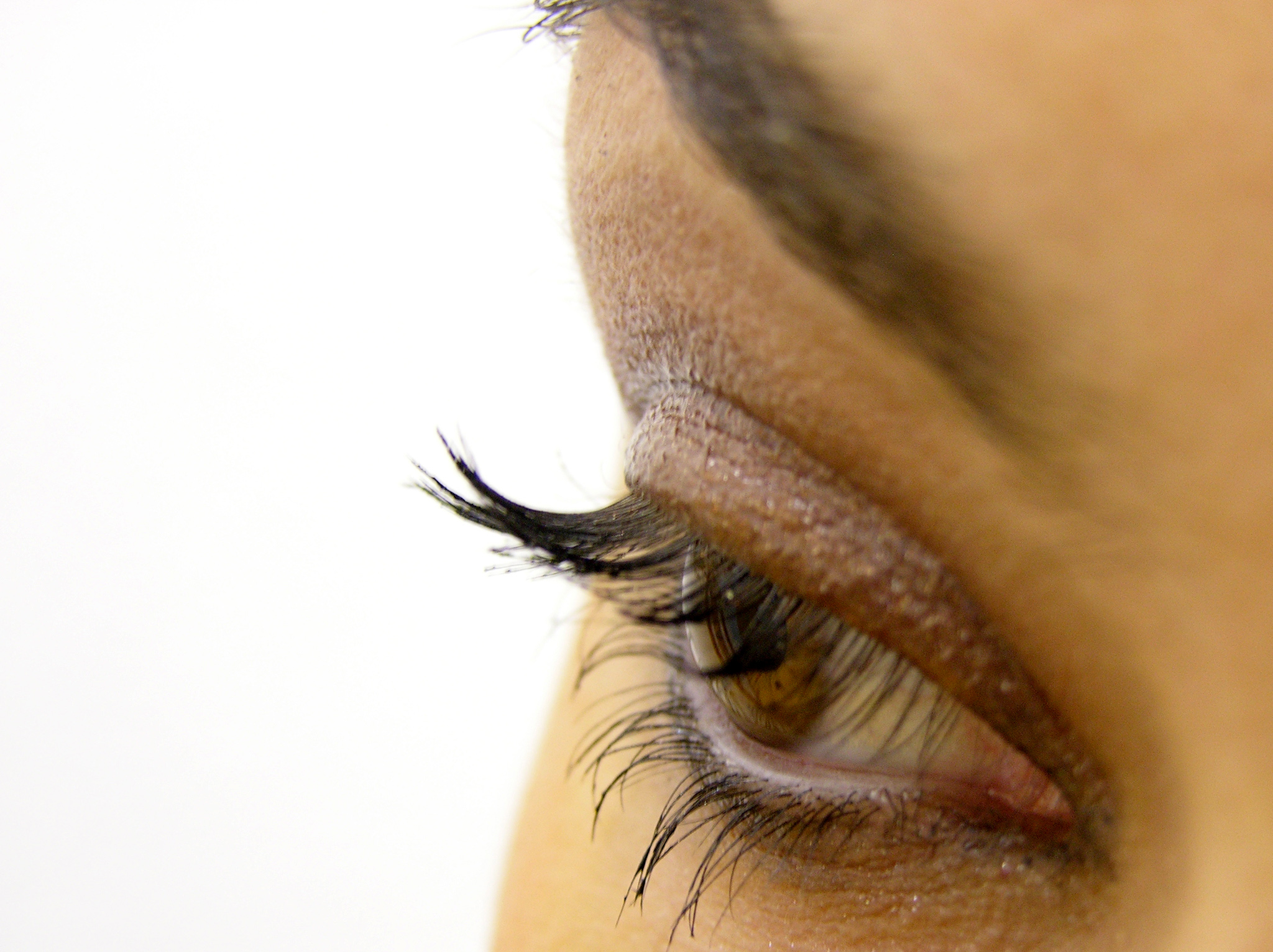
Augenlid beim Menschen (geschminkt)

Das Augenlid ist eine dünne, aus Muskeln, Bindegewebe und Haut bestehende Falte, die ein Auge vollständig bedecken kann, um es unter anderem mittels eines Reflexes (Lidschlussreflex) vor äußeren Einwirkungen und Fremdkörpern zu schützen. Es verteilt bei jedem Lidschlag Tränenflüssigkeit, die sich in Form eines Tränenfilms über der vorderen Augapfelfläche anlagert und so die empfindliche Hornhaut sauber und feucht hält.
Es gibt ein oberes (Palpebra superior) und ein unteres Augenlid (Palpebra inferior). Zwischen beiden befindet sich die Lidspalte (Rima palpebrarum). Beide Augenlider stoßen an den Seiten im Lidwinkel (Angulus oculi oder Canthus) aneinander. Viele Wirbeltiere verfügen zudem über Wimpern an Ober- und Unterlid, die ebenfalls dem Schutz der Augen dienen.

### Sehbahn

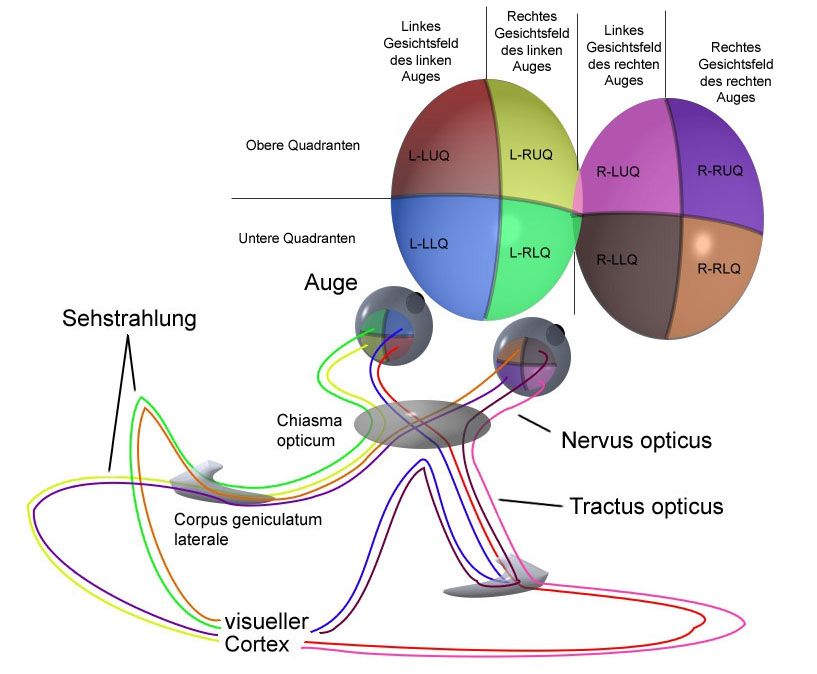
Sehbahnverlauf

Als Sehbahn bezeichnet man alle Übertragungsleitungen und neuronalen Verschaltungen des optischen Systems vom Auge bis zum Gehirn. Hierzu zählen die Netzhaut im Auge, der Sehnerv bis zu seinem Verlauf an der Sehnervenkreuzung sowie den sich daran anschließenden Tractus opticus. Im seitlichen Kniehöcker des Zwischenhirns (Corpus geniculatum laterale) finden die ersten Verschaltungen der Sehbahn außerhalb der Netzhaut statt. Sie setzt sich als sogenannte Gratioletsche Sehstrahlung bis zur primären Sehrinde fort.

#### Netzhaut

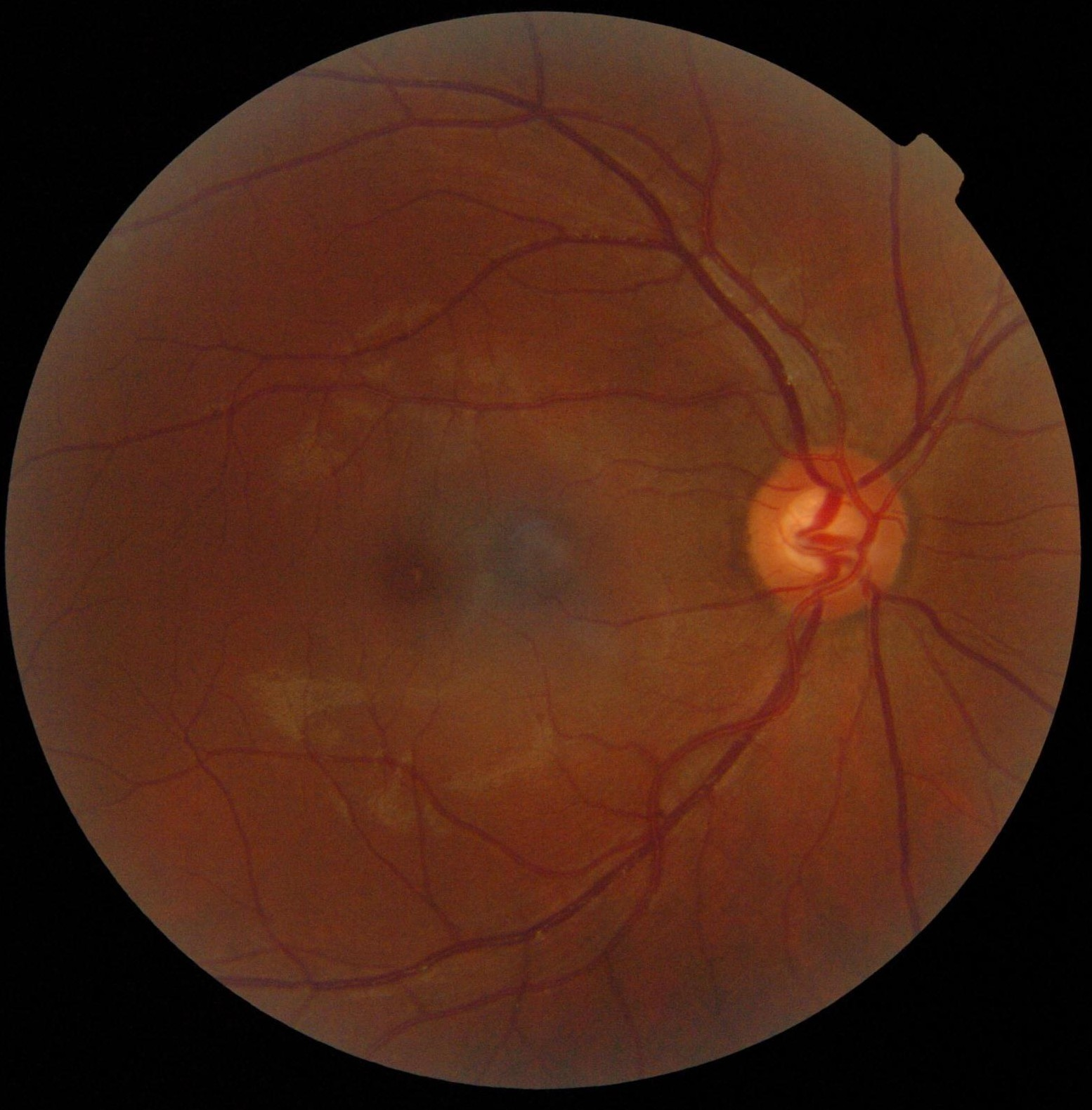
Ansicht des Augenhintergrundes. Zentral die Makula, rechts die Papille (nur der zentrale Teil der Netzhaut ist sichtbar).

Die Netzhaut (Retina) ist eine lichtempfindliche Struktur von Nervengewebe an der hinteren und seitlichen Innenseite des Auges. In ihr wird das auftreffende Licht in Nervenimpulse umgewandelt. Die Netzhaut besteht neben dem lichtempfindlichen Gewebsanteil aus Nervenzellen zur Verarbeitung und Weiterleitung der erzeugten Impulse sowie aus verschiedenen Unterstützungsstrukturen zur Aufrechterhaltung der Funktion reizerzeugender und reizverarbeitender Zellen.

#### Sehnerv
Der Sehnerv (Nervus opticus) ist der zweite Hirnnerv und nach der Netzhaut der erste Abschnitt der Sehbahn. Er tritt am Sehnervenkopf, der Papille, in den Augapfel ein und ist im Mittel 4,5 cm lang. Der Sehnerv stellt eine Verlaufsstrecke von gebündelten Nervenfasern von der Siebplatte (Lamina cribrosa) der Lederhaut des Auges bis zur Sehnervenkreuzung (Chiasma opticum) dar und lässt sich in drei Teile gliedern:
- einen im Augapfel gelegenen intrabulbären Teil
- einen innerhalb der Augenhöhle (Orbita) gelegenen intraorbitalen Teil
- einen im Schädel gelegenen intrakraniellen Teil

Der Sehnerv enthält etwa eine Million Nervenfasern, die Fortsätze (Axone) der Ganglienzellen der Netzhaut (Retina). Die nasale Hälfte der Fasern, die die Signale der nasalen Netzhauthälfte transportiert, kreuzt in der Sehnervenkreuzung (Chiasma opticum) zum Tractus opticus der anderen Seite, so dass die Signale aus dem linken Gesichtsfeld zur rechten Gehirnhälfte gelangen und umgekehrt. Vom Eintritt in den Sehnerven an sind die Nervenfasern einzeln von den Myelinhüllen der Oligodendrozyten umgeben, die zu einer erhöhten Leitungsgeschwindigkeit führen, bei Schädigung aber eine Regeneration verhindern. Auch zahlreiche Astrozyten finden sich in der Umgebung der Axone.

#### Tractus opticus
Vom Chiasma opticum setzt sich die Sehbahn als Tractus opticus weiter fort. Dabei gelangt die Mehrzahl an Informationen zum Corpus geniculatum laterale (CGL, seitlicher Kniehöcker) des Zwischenhirns.

## Mechanismus der Bilderzeugung

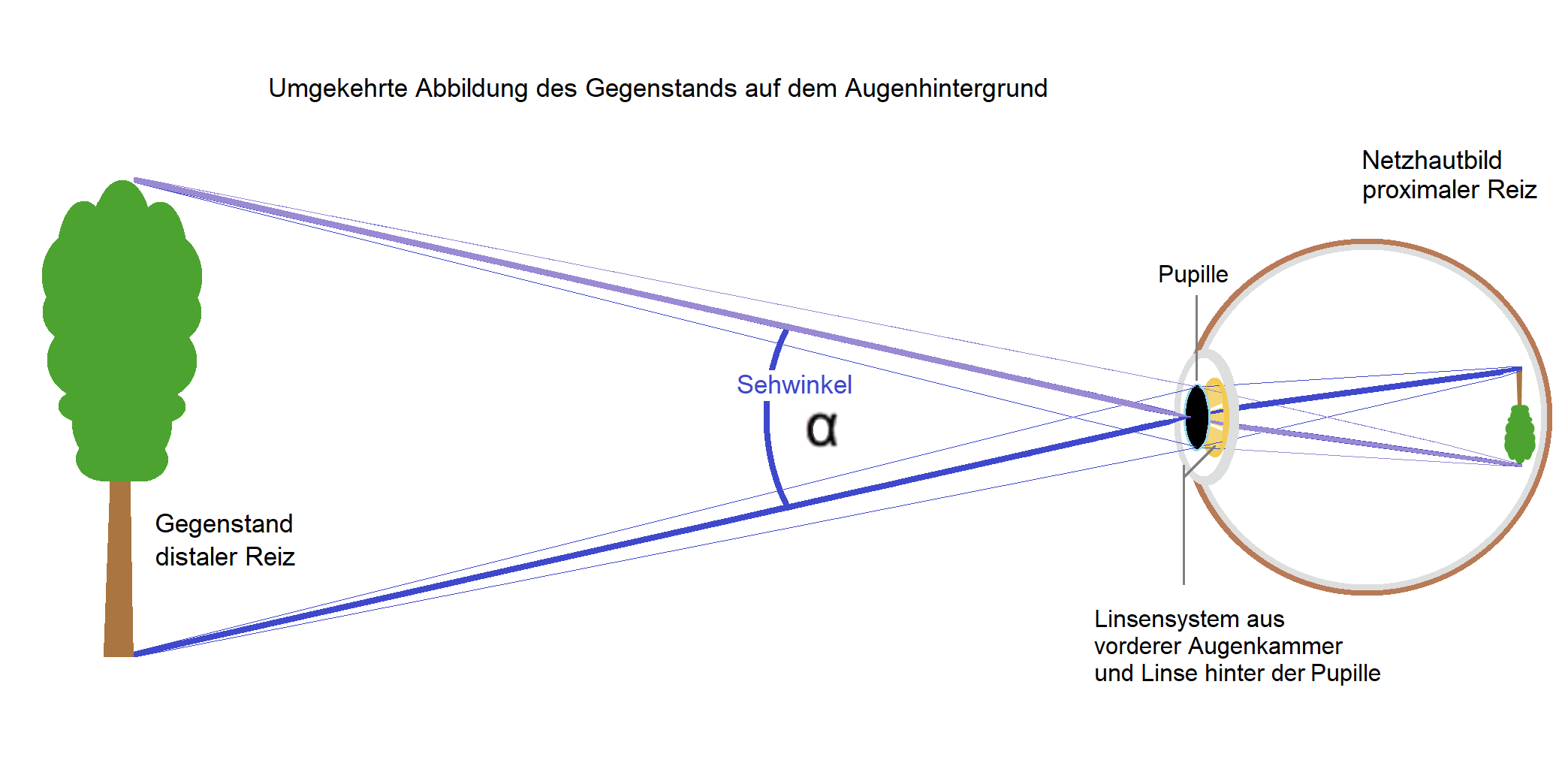
Abbildung eines Objekts auf der Netzhaut. Die Größe des erzeugten Bildes hängt vom Sehwinkel α ab; die Strahlen kreuzen an der Rückseite der Linse. Der betrachtete Gegenstand bildet einen distalen Reiz, das im Auge erzeugte Bild einen proximalen Reiz.

Ins Augeninnere gelangt das Licht durch die Hornhaut, die vordere Augenkammer und die Pupille. Die Pupille ist die Öffnung in der farbigen Regenbogenhaut, der Iris. Durch die Muskelfasern in der Iris kann die Pupille in Anpassung an die Helligkeit der Umgebung vergrößert und verkleinert werden. Hinter der Iris ist die elastische Augenlinse an Bändern aufgehängt. Die Linsenbänder verlaufen zum ringförmigen Ziliarmuskel. Das Augeninnere ist von dem gallertartigen Glaskörper erfüllt. Er verleiht dem Auge die feste und runde Form, die auch Augapfel genannt wird. Durch Lichtbrechung (vor allem) in der Hornhaut und Linse entsteht ein scharfes Bild auf der Netzhaut. Im Vergleich zum Außenraum ist es ein seitenverkehrtes, umgekehrtes Bild. Die Wahrnehmung des Außenraums, wie z. B. das Sehen von Gegenständen in ihrer tatsächlichen Position erlernen Menschen als Säuglinge u. a. durch Tasterfahrungen; es ist eine Leistung der Sehrinde in Zusammenarbeit mit anderen Gehirnarealen.

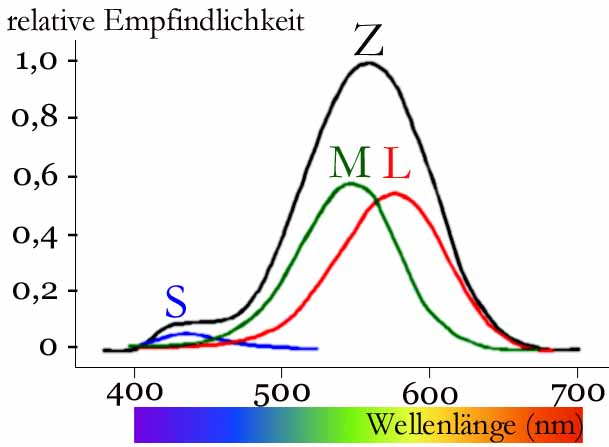
(Nicht-normierte) Empfindlichkeit der verschiedenen Zapfentypen beim Menschen. (Achsenbeschriftung fehlerhaft. Was ist Z??)

Der durch das Auge wahrnehmbare Bereich (Lichtspektrum) des elektromagnetischen Spektrums ist von Lebewesen zu Lebewesen unterschiedlich.

Schematischer Aufbau der Netzhaut

Zwar ist der größte Teil der Netzhaut (Pars optica retinae) mit Sinneszellen bedeckt, doch nimmt die Packungsdichte der Sinneszellen zur Peripherie hin ab. Das Scharfsehen entsteht daher vor allem im Gesichtsfeldzentrum, innerhalb des sogenannten Gelben Flecks (Macula lutea). Es wird also nur der Bereich scharf gesehen, den die Augen mit ihren Gesichtslinien fixieren. Auch das durch die Zapfen vermittelte Farbsehen ist im Gesichtsfeldzentrum besser; allerdings werden bis zur fernen Peripherie Farben wahrgenommen.
Beim Betrachten eines Gegenstandes kommt ein konstantes und scharfes Bild in der Wahrnehmung durch die Sehrinde im Gehirn erst dadurch zustande, dass die Augenmuskeln, unbewusst, nacheinander die Sehlinie ruckartig auf verschiedene Stellen des Objektes richten (Sakkaden) und damit in der Fovea centralis, dem etwa 5 Sehwinkelgrad großen Zentrum des Gelben Flecks, abbilden. Das Auge ruht darüber hinaus beim Betrachten nie und ist immer in kleinsten, ruckartigen Bewegungen begriffen (Mikrosakkaden; deren funktionelle Bedeutung ist noch nicht geklärt). Aus diesem „Abtasten“ wird schließlich das Gesamtbild „generiert“. Bei ruhiger Betrachtung dauern die einzelnen Fixationen 0,2 bis 0,6 Sekunden, so dass in einer Sekunde 2 bis 5 Sakkaden stattfinden. Bei schnellerem Blicken werden die Sakkaden häufiger und die Fixationszeiten kürzer.
Die Wahl der Fixationspunkte und das Muster der Sakkaden ist in hohem Maße individuell und steht im Zusammenhang mit den Gewohnheiten und dem Interesse des Betrachters oder der Aufgabenstellung an ihn. Man spricht heute vom „intentionalen Sehen“, einem aktiven Vorgang zur Welt hin. Durch entsprechende Beobachtungsmethoden macht sich mittlerweile vor allem die Werbebranche, aber auch die Verhaltensforschung dieses Phänomen der unwillkürlichen Aktivität zunutze, um damit ihre Werbemethoden bzw. ihre Thesen zum menschlichen Verhalten zu verbessern und zu optimieren. Auch im Zusammenhang mit der Entwicklung von Lügendetektoren sind immer wieder entsprechende Instrumente im Einsatz, meist zur Bewertung des Erregungszustands.

## Akkommodation

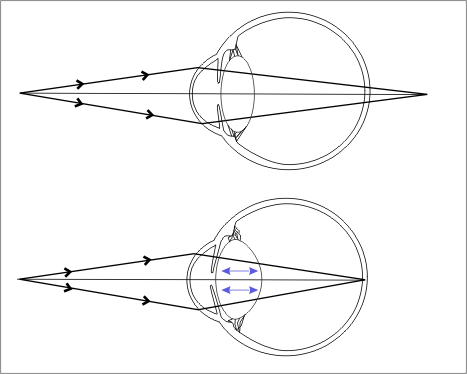
Akkommodation beim Menschen

Die meisten Wirbeltiere besitzen die Fähigkeit, durch den Einsatz verschiedenster Mechanismen Objekte betrachten zu können, die sich in unterschiedlicher Entfernung befinden. Diesen Vorgang nennt man Akkommodation, was so viel wie „Anpassung“ bedeutet. Man unterscheidet die Nahakkommodation, bei der sich die Augen auf nahe gelegene Objekte einstellen, von der Fernakkommodation, der Einstellung auf in größerer Distanz befindliche Dinge. Während die Augen bei Säugetieren, Amphibien und auch bei Haien im entspannten Zustand auf die Ferne eingestellt sind und die Akkommodation in der Regel auf die Nähe erfolgt, sind die Augen anderer wasserlebender Wirbeltiere auf Nahsicht eingestellt, und eine Anpassung erfolgt erst für die Ferne. Man differenziert bei der den Anpassungsvorgängen zugrunde liegenden Mechanismen nach
- statischen Systemen, bei denen die optische Variabilität durch strukturelle Besonderheiten erreicht wird, sowie
- dynamischen Systemen, denen eine aktive Veränderung des dioptrischen Apparats durch Muskelkraft zugrunde liegt.

Beim Menschen lässt die Akkommodation mit zunehmendem Alter nach, was letztlich zur Alterssichtigkeit (Presbyopie) führt, die mit entsprechenden Hilfsmitteln, wie beispielsweise einer Brille, korrigiert werden kann.

## Das menschliche Auge

### Eigenschaften

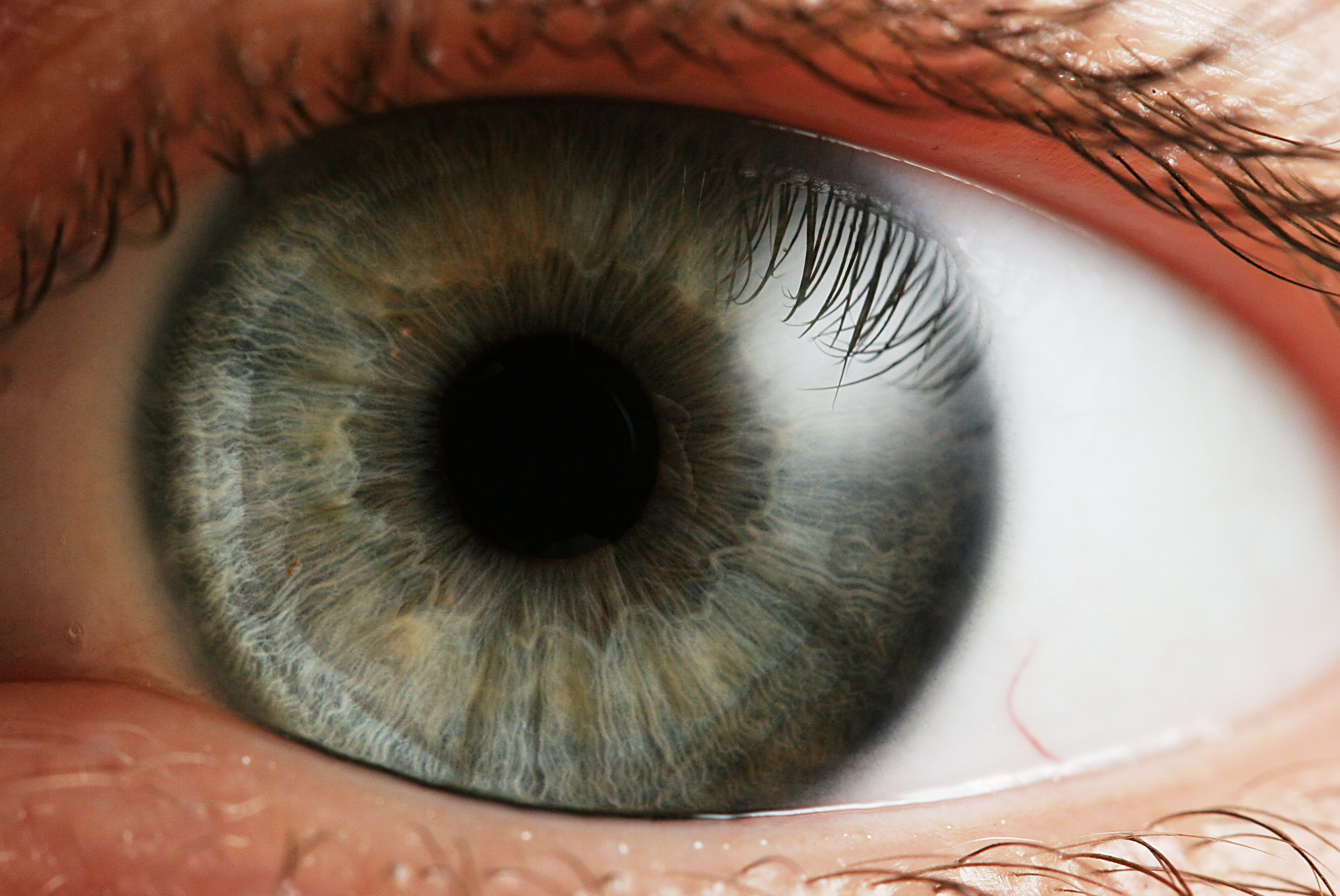
Äußerlich sichtbare Teile eines menschlichen Auges

Für den Menschen ist der Sehsinn von sehr großer Bedeutung. Er ist der Leitsinn, der ihm und anderen visuell ausgerichteten Lebewesen eine sichere Orientierung ermöglicht. Ganz praktisch drückt sich dies auch in den Entschädigungssummen aus, die für den Verlust eines oder beider Augen von Versicherungen gezahlt werden. Hierbei wird in Deutschland der Invaliditätsgrad bei Verlust eines Auges mit 50 Prozent angegeben.
Der adäquate Reiz für das Sinnesorgan Auge entsteht beim Menschen durch elektromagnetische Strahlung mit einer Wellenlänge zwischen etwa 400 und 760 Nanometer und ist für Tag- und Nachtsehen etwas unterschiedlich (siehe Empfindlichkeitskurve). Der anatomische und funktionelle Aufbau des Augapfels stellt sicher, dass die zentrale Eigenschaft des menschlichen Sehsinns, die Sehschärfe, eine entsprechend hohe Qualität erreicht. Sie entsteht in einem etwa 5° großen Bereich unseres insgesamt horizontal rund 170° und vertikal rund 110° umfassenden binokularen Gesichtsfeldes.
Bei der Geburt besitzt das Auge noch nicht seine volle Sehfähigkeit. Erst im Laufe der ersten Lebensmonate lernen Neugeborene, die Dinge im Umfeld zu fixieren und somit für die notwendige Stimulanz zu sorgen, die das visuelle System für eine adäquate Entwicklung der Sehschärfe benötigt. Die Augen weisen im frühkindlichen Stadium in der Regel eine physiologische Weitsichtigkeit von +2,0 bis +3,0 Dioptrien auf. Durch das anatomische Wachstum ändern sich auch die optischen Verhältnisse. Die Weitsichtigkeit reduziert sich bis zum Erwachsenenalter deshalb im Idealfall auf etwa +0,5 Dioptrien.
Das menschliche Auge gehört zur Gruppe der Linsenaugen. Das zur Lichtbrechung notwendige optische System, der dioptrische Apparat, besitzt eine Gesamtbrechkraft von rund 60 Dioptrien (Emmetropauge nach Gullstrand im Mittel 58,64 dpt). Die jeweiligen optisch wirksamen Bestandteile Hornhaut, Linse, Kammerwasser und Glaskörper, die sogenannten brechenden Medien, haben daran unterschiedlich große Anteile. Das gesamte System stellt sicher, dass die in das Auge einfallenden Lichtstrahlen auf der Stelle des schärfsten Sehens, der Fovea centralis, gebündelt werden. Durch den Vorgang der Akkommodation ist dies in den unterschiedlichsten Distanzen zwischen optischem Fern- und Nahpunkt möglich.
Auch wenn es den Anschein hat, als würde das menschliche Auge Dinge im Außenraum ruhig und bewegungslos fixieren, so vollführt es gleichwohl pro Sekunde permanent etwa ein bis drei sehr kleine Blicksprünge, sogenannte Mikrosakkaden. Dies beugt einer Überreizung der Sinneszellen auf der Netzhaut vor, die Lokaladaption genannt wird.
Die Augenfarbe entsteht durch unterschiedliche Pigmentierung der Regenbogenhaut (Iris). Durch Einlagerung des braunfärbenden Melanins in die Iriseigenschicht bildet sich eine charakteristische Augenfarbe, die in Abhängigkeit von der Pigmentmenge über grau, gelb, grün bis braun, bei entsprechend hoher Menge von Melanin sogar bis hin zu schwarz, reicht. Dieses korreliert beim Menschen meist mit der Haut- und Haarfarbe. So besitzen hellhäutige und blonde Menschen eher blaue Augen, während dunkelhäutige mit dunklen Haaren meist eine braune Irisfärbung aufweisen. Etwa 90 Prozent aller Menschen weltweit haben braune Augen, darunter der weitaus überwiegende Teil der Menschen nichteuropäischer Abstammung. Der Rest verteilt sich auf Blau, Grün und Grau. Der Theorie des Genforschers Hans Eiberg von der Universität Kopenhagen zufolge sollen alle Blauäugigen von ein und demselben Menschen abstammen.
Während bei vielen anderen Lebewesen die Beid- beziehungsweise Mehräugigkeit ausschließlich der Vergrößerung des Gesichts- und Blickfeldes dient, ist der menschliche Sehsinn darüber hinaus eindeutig auf Binokularität ausgelegt, das heißt auf einer Verschmelzung der Seheindrücke des jeweils rechten und linken Auges. Erst diese Fähigkeit als Ergebnis einer exakten Koordination und Zusammenarbeit ermöglicht ein qualitativ hochwertiges räumliches Sehen. Dagegen ist die Qualität der Sehschärfe im Vergleich bspw. zu der von Greifvögeln nur mittelmäßig.

### Das menschliche Auge in Zahlen
Alle Werte sind Durchschnittswerte bei Emmetropie und können nach Geschlecht und Alter variieren.
| Augapfel            | Augapfel         | Tränen                      | Tränen                    | Lederhaut                              | Lederhaut | Aderhaut                                     | Aderhaut     |
| ø beim Neugeborenen | 17 mm            | Beginn der Tränenproduktion | ca. 3. Lebenswoche        | Dicke der Lederhaut (hinter M. rectus) | 0,3 mm    | Dicke im Makulabereich                       | 0,22–0,30 mm |
| ø beim Erwachsenen  | 22–24 mm         | Produktionsmenge Kinder     | 84 mg/h                   | Dicke der Lederhaut (Nähe N. opticus)  | 1,35 mm   | Dicke im Äquatorbereich                      | 0,10–0,15 mm |
| Gewicht             | 7,5 g            | Produktionsmenge Erwachsene | 38 mg/h                   |                                        |           | Abstand der Kapillarmasche im Makulabereich  | 3–18 µm      |
| Volumen             | 6,5 cm³          | Gesamtprotein               | 6,69 g/l                  |                                        |           | Abstand der Kapillarmasche im Äquatorbereich | 6–36 µm      |
| Dichte              | 1,002–1,090 g/ml | Gesamtalbumin               | 3,94 g/l                  |                                        |           |                                              |              |
| Umfang              | 74,9 mm          | Gesamtglobulin              | 2,75 g/l                  |                                        |           |                                              |              |
| Augeninnendruck     | 10–21 mmHg       | Tägliche Produktionsmenge   | 1–500 ml (1 ml = ca. 1 g) |                                        |           |                                              |              |

| Hornhaut       | Hornhaut     | Iris                              | Iris       | Kammerwasser           | Kammerwasser | Linse                                  | Linse       |
| Dicke          | 0,52–0,67 mm | Durchmesser                       | 12 mm      | Produktionsmenge       | 2 mm³/min    | Dicke bei Neugeborenem                 | 3,5 mm      |
| Oberfläche     | 1,3 cm²      | Dicke im Bereich der Iriswurzel   | 0,5 mm     | Tägliche Austauschrate | 2–3 ml       | Dicke bei Kind mit 10 Jahren           | 3,9 mm      |
| ø vertikal     | 10,6 mm      | Dicke im Bereich der Iriskrause   | 3,0 mm     | Eiweiß                 | 6,69 g/l     | Dicke bei Erw. 20–50 Jahre             | 4,0–4,14 mm |
| ø horizontal   | 11,7 mm      | Pupillen-Durchmesser (Adaptation) | 1,2–9,0 mm | Kochsalz               | 6,58 g/l     | Dicke bei Erw. 60–70 Jahre             | 4,77 mm     |
| Brechkraft     | 43 dpt       |                                   |            | Natrium                | 4,45 g/l     | Dicke bei Erw. 80–90 Jahre             | 5,0 mm      |
| Brechungsindex | 1,34         |                                   |            | Kalium                 | 1,16 g/l     | Linsen-Durchmesser                     | 6,5–9 mm    |
|                |              |                                   |            | Glukose                | 0,65 g/l     | Dicke der Linsenkapsel am hinteren Pol | 2–4 µm      |
|                |              |                                   |            |                        |              | Brechkraft                             | 19–33 dpt   |
|                |              |                                   |            |                        |              | Gewicht                                | 1,74 g      |

| Glaskörper     | Glaskörper | Netzhaut                     | Netzhaut    | Sehnerv                          | Sehnerv   |
| Volumen        | 4 cm³      | Dicke am Äquator             | 0,18 mm     | ø intraorbitaler Abschnitt       | 3–4 mm    |
| Gewicht        | 4 g        | Dicke in der Fovea centralis | 0,10 mm     | ø intrakranieller Abschnitt      | 4–7 mm    |
| Brechungsindex | 1,334      | Dicke am Sehnerv             | 0,56 mm     | Zahl der Nervenfasern im Sehnerv | 1.000.000 |
|                |            | ø Macula, vertikal           | 0,88 mm     | Länge intraokular                | 1 mm      |
|                |            | ø Macula, horizontal         | 2,0 mm      | Länge intraorbital               | 25 mm     |
|                |            | Anzahl Stäbchen              | 125.000.000 | Länge intrakanalikulär           | 4–20 mm   |
|                |            | Anzahl Zapfen                | 7.000.000   | Länge intrakraniell              | 10 mm     |
|                |            | Anzahl retinale Schaltzellen | 2.000.000   |                                  |           |

| Sehschärfe, Empfindlichkeit                                              | Sehschärfe, Empfindlichkeit | binokulares, horizontales Gesichtsfeld | binokulares, horizontales Gesichtsfeld | Akkommodationsnahpunkt/ Akkommodationsbreite | Akkommodationsnahpunkt/ Akkommodationsbreite | Okulomotorik            | Okulomotorik                                      |
| Auflösungsvermögen                                                       | 1/120 Bogengrad             | 16–19 Jahre                            | 174°                                   | 10–19 Jahre                                  | 7 cm / 14 dpt                                | Exkursionsstrecken      | Abduktion/Adduktion: 50° Hebung: 60° Senkung: 45° |
| Kleinster Sehwinkel                                                      | 20″                         | 20–29 Jahre                            | 175°                                   | 20–29 Jahre                                  | 9 cm / 11 dpt                                | Sakkaden                | Geschwindigkeit: 600°/sec Anzahl: 1–3/sec         |
| Sehwinkel, der der Größe eines Zapfens entspricht                        | 0,4″                        | 30–39 Jahre                            | 174°                                   | 30–39 Jahre                                  | 12 cm / 8 dpt                                | Folgebewegungen         | Geschwindigkeit: 100°/sec                         |
| Strecke auf der Retina, die 1° entspricht                                | 0,29 mm                     | 40–49 Jahre                            | 172°                                   | 40–49 Jahre                                  | 22 cm / 4,5 dpt                              | ø Muskelzugkraft        | 0,1–0,5 N                                         |
| Untere Wahrnehmungsschwelle                                              | 1–2 Winkelminuten/sec       | 50–59 Jahre                            | 167°                                   | 50–59 Jahre                                  | 40 cm / 2,5 dpt                              | Muskelgrundtonus        | 0,05–0,1 N                                        |
| Wahrnehmung von Bewegung und Richtung                                    | 300–400°/sec                | 60–69 Jahre                            | 160°                                   | 60–69 Jahre                                  | 100 cm / 1 dpt                               | Maximale Muskelzugkraft | 1 N                                               |
| Wahrnehmung von Bewegung alleine                                         | ab 600°/sec                 | 70–79 Jahre                            | 151°                                   | >70 Jahre                                    | bis 400 cm / 0,25 dpt                        | Drehpunkt               | 13,5 mm hinter dem Hornhautscheitel               |
| Absorptionsbereich der Photorezeptoren (violett – rot)                   | 400–760 nm                  | > 80 Jahre                             | 140°                                   |                                              |                                              |                         |                                                   |
| Empfindlichkeit von maximaler Helladaptation und voller Dunkeladaptation | 1:106                       |                                        |                                        |                                              |                                              |                         |                                                   |
| Mindestanzahl von Photonen, die ein Stäbchen erregen                     | 5                           |                                        |                                        |                                              |                                              |                         |                                                   |
| Absolute Reizschwelle beim Dämmerungssehen                               | 2–6 × 10−17 Ws              |                                        |                                        |                                              |                                              |                         |                                                   |
| Zeitliches Auflösungsvermögen                                            | 60–65 Hz                    |                                        |                                        |                                              |                                              |                         |                                                   |
| Dauer der Adaptation auf Dunkel                                          | 30 Minuten                  |                                        |                                        |                                              |                                              |                         |                                                   |

Tränenflüssigkeit hat etwa soviel Salz wie Blutplasma, also ca. 0,9 %, und reagiert leicht basisch: pH = 7,35. Die Tränen kommen (je Auge) aus der bohnengroßen Tränendrüse, die unterhalb der Außenseite der Augenbraue liegt, fließt über 6 bis 12 Tränengänge am Oberlid auf den Augapfel und wird mit jedem Lidschlag über die Hornhaut verteilt. Die Flüssigkeit bildet eine Schleimschicht am Auge aus, ist wässrig doch an der Oberfläche fetthaltig und hydrophob um die Verdunstung von Wasser zu reduzieren. Überschüssige Tränenflüssigkeit fließt über 2 Tränenkanäle, im inneren Lidwinkel sichtbare kleine Löcher, in den Tränensack seitlich der Nase und weiter in die Nase. Die Tränenproduktion wird bei starken Emotionen (Weinen, Lachen, Freude, Trauer) oder chemischem oder physikalischem Reiz, etwa durch Rauch oder Kälte, gesteigert, im Schlaf jedoch reduziert.

### Erkrankungen und Funktionsstörungen
→ Siehe auch: Krankheitsbilder in der Augenheilkunde

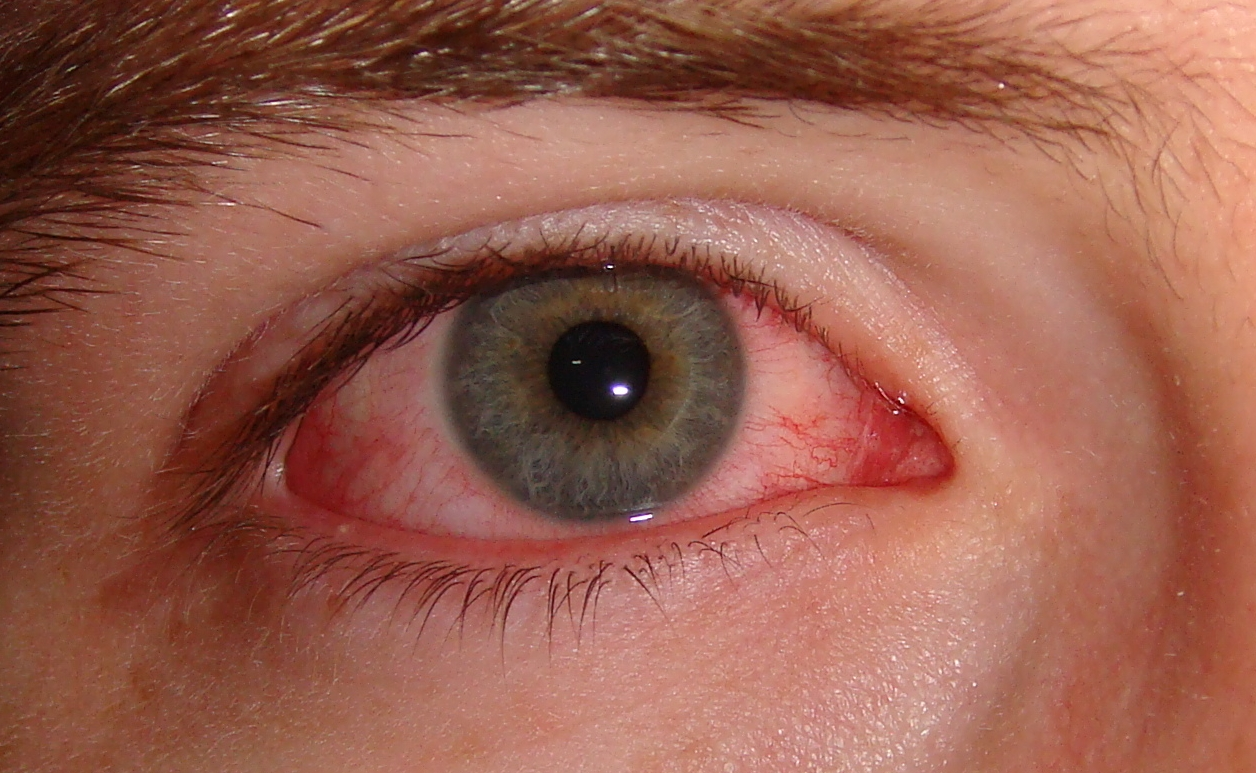
Bindehautentzündung (Konjunktivitis)

Die Augenheilkunde beschäftigt sich mit der Prophylaxe, Diagnostik und Therapie von Augenkrankheiten. Diese führen in erster Linie zu einem mehr oder weniger ausgeprägten Verlust an funktioneller Leistungsfähigkeit, wie beispielsweise einer Verminderung der Sehschärfe, Einschränkungen des Gesichtsfeldes, Farbsinnstörungen, Reduzierung des Dämmerungssehens oder Störungen des beidäugigen Sehens. Zudem gehören virale und bakterielle Infektionen sowie lokale Entzündungsprozesse (wie die Augenentzündung, Ophthalmie), Verletzungen, Schmerzen, Schwellungen, Tumorbildung, vermehrter Tränenfluss, erhöhte Blendungsempfindlichkeit und Bewegungsstörungen zu den weiteren möglichen Symptomkomplexen und organischen Beeinträchtigungen.

Grauer Star (Katarakt). Die Pupille wurde medikamentös geweitet.

Zu den häufigsten Erkrankungen mit einer Sehschärfenminderung gehören neben dem Grauen Star (Katarakt) und dem Grünen Star (Glaukom) die altersbedingte Makuladegeneration und die diabetische Retinopathie. Für die häufigsten Formen der Katarakt, des Glaukoms und der Makuladegeneration vermutet man als Ursache Altersveränderungen auf der Grundlage genetischer Veranlagungen. Vor allem für die Makuladegeneration stellt daneben das Rauchen den wesentlichen exogenen Risikofaktor dar. Man vermutet für die Katarakt und die Makuladegeneration außerdem einen schädlichen Einfluss von ultraviolettem Licht. Die diabetische Retinopathie ist Folge von Gefäßveränderungen, die durch den erhöhten Blutzuckerspiegel hervorgerufen werden. Auch sie tritt bei Rauchern früher und häufiger auf als bei Nichtrauchern.
Die Heilungsaussichten mit den zur Verfügung stehenden konservativen und operativen Behandlungsmöglichkeiten sind dabei sehr unterschiedlich. Erkrankungen mit Beteiligung der Netzhaut haben häufig eine ungünstigere Prognose, weil diese weder regenerationsfähig noch bislang dauerhaft ersetzbar ist. Hier kann es zu Ablösungen (Amotio), Löchern (Foramen), Rissen (Ruptur) oder Spaltungen von Netzhautschichten (Retinoschisis) kommen. Bei manchen Netzhauterkrankungen (z. B. Retinopathia pigmentosa) hofft man, in der Zukunft eine Wiederherstellung der Sehfunktion durch ein Retina-Implantat zu erreichen.

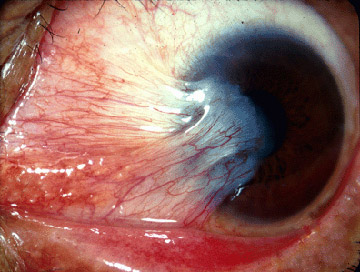
Flügelfell (Pterygium): auf die Hornhaut übergreifende Gewebewucherung der Bindehaut

Des Weiteren finden sich häufig Entzündungsprozesse, besonders an der Bindehaut (Konjunktivitis), der Hornhaut (Keratitis), der Regenbogenhaut (Iritis) und der Aderhaut (Uveitis), aber auch am Tränenapparat und den Lidern (Blepharitis). Innerhalb des Glaskörpers kann es zudem zu krankhaften Eintrübungen kommen.
Eine funktionale Erkrankung des Auges ohne erkennbare organische Ursache in Form einer teils massiven Verminderung der Sehschärfe nennt man Amblyopie. Sie wird unter anderem durch bestimmte Schielerkrankungen oder sehr unterschiedliche Brechungsverhältnisse (Anisometropie) hervorgerufen.
Verminderungen der Abbildungsqualität auf der Netzhaut und somit der Sehschärfe können durch refraktiv bedingte Fehlsichtigkeiten (Ametropie) wie Kurzsichtigkeit, Weitsichtigkeit oder Hornhautverkrümmung verursacht werden. Altersbedingt verliert zudem die Linse an Elastizität, was eine Reduzierung der Naheinstellungsfähigkeit zur Folge hat und zur Presbyopie führt.
Es gibt eine ganze Reihe von Erkrankungen, die ihre Ursachen an ganz anderer Stelle haben, sich gleichwohl mit entsprechenden Symptomen am oder im Auge manifestieren. Dazu gehören insbesondere bestimmte neurologische Krankheitsbilder, die endokrine Orbitopathie als Ausdruck eines hormonell bedingten Autoimmunprozesses, Diabetes mellitus, Durchblutungs- und Stoffwechselstörungen, Toxoplasmose oder die Multiple Sklerose. Aus diesem Grund spielt die ophthalmologische Diagnostik bei der Identifizierung fachübergreifender Krankheitsbilder eine wichtige Rolle.
Das Auge ist häufig äußeren Einwirkungen ausgesetzt, die zu Verletzungen führen können, beispielsweise durch Fremdkörper, stumpfe Kontusion (Faustschlag, Tennisball etc.) oder Verblitzungen.
Unspezifische Beeinträchtigungen des Sehens werden auch unter dem Begriff Sehstörung zusammengefasst.

### Untersuchungsverfahren
→ Siehe auch: Diagnostische Verfahren in der Augenheilkunde und Diagnostische Hilfsmittel in der Augenheilkunde

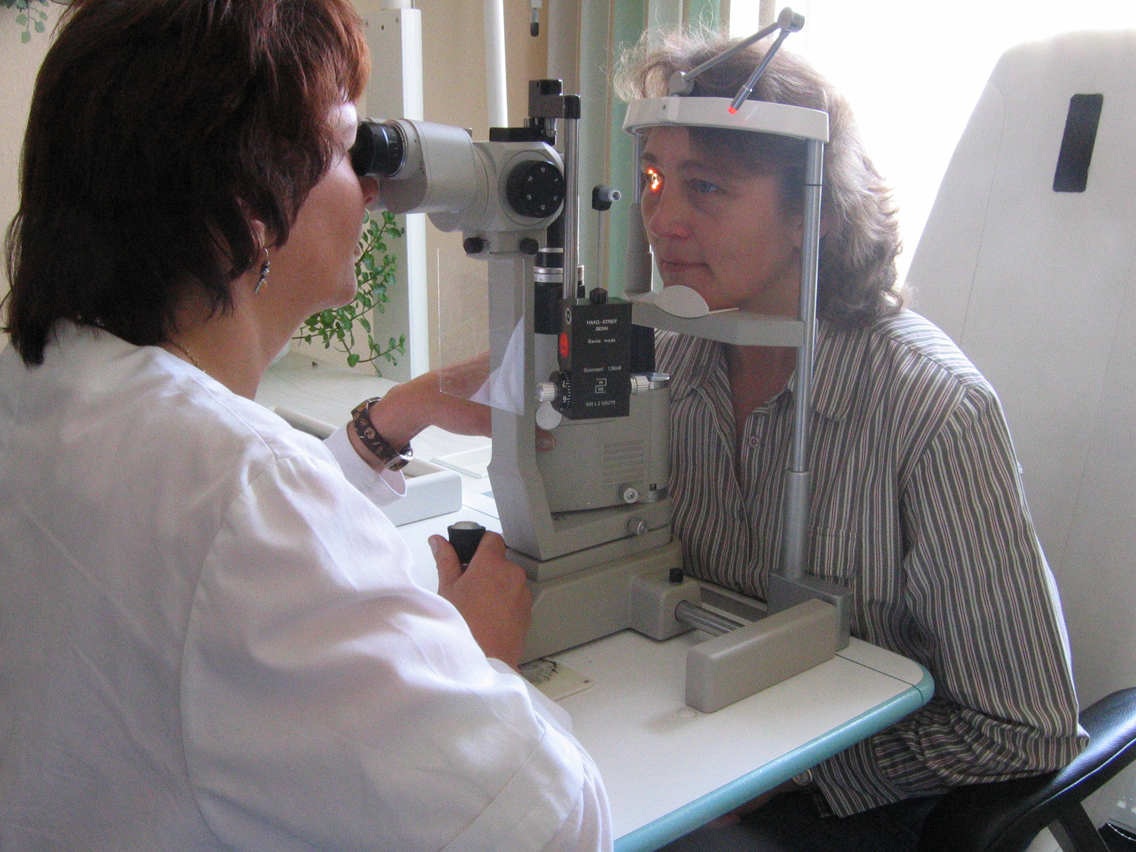
Untersuchung an der Spaltlampe

Die ophthalmologische Diagnostik ist geprägt von einer Vielzahl von apparativen Untersuchungsverfahren und erstreckt sich bei der organischen Beurteilung in erster Linie auf die Inspektion der sichtbaren Bestandteile der vorderen, mittleren und hinteren Augenabschnitte. Dabei kommen spezielle Geräte zum Einsatz, mit denen annähernd sämtliche Organbereiche eingesehen und beurteilt werden können. Eines der Wichtigsten ist hierbei die Spaltlampe, die, teils in Kombination mit weiteren Hilfsmitteln wie bspw. dem Kontaktglas, eine Begutachtung aller wesentlicher Abschnitte ermöglicht. In Verbindung mit einem Applanationstonometer lässt sich zudem auch der Augeninnendruck messen. Kompaktere Varianten, insbesondere zur Beurteilung des Augenhintergrunds, finden sich in den sogenannten Ophthalmoskopen. Untersuchungen des Augenhintergrunds werden häufig mit pupillenerweiternden Medikamenten (Mydriatica) vorbereitet, um einen besseren Einblick zu ermöglichen.
Die Messungen und Untersuchungen der Funktionalität des Sehsinns erfolgen ebenfalls mit einer Reihe von Hilfsmitteln und Apparaturen. Zur Prüfung der Sehschärfe (Sehtest) und der optischen Verhältnisse der Augen benutzt man beispielsweise Phoropter und Refraktometer. Das Gesichtsfeld wird mittels eines Perimeters gemessen, Dämmerungssehen und Blendungsempfindlichkeit ermittelt ein Nyktometer, und der Farbsinn wird unter anderem mit den sogenannten Ishihara-Farbtafeln geprüft. Die Untersuchung des beidäugigen Sehens und die Beweglichkeit beider Augen hat sogar ein eigenständiges Spezialgebiet hervorgebracht. Für alle Funktionen des menschlichen Sehsinns gibt es Prüf- und Testverfahren, die reproduzierbare Ergebnisse liefern und so eine detaillierte Verlaufsdokumentation ermöglichen. Die Beurteilung von Bewegungsabläufen, der Empfindlichkeit der Netzhaut und der Sehbahn ermöglichen verschiedene Verfahren der ophthalmologischen Elektrodiagnostik (ENG, ERG, VEP etc.).
Auch gehören bildgebende Verfahren wie die optische Kohärenztomografie (OCT) oder der Heidelberg Retina Tomograph (HRT) mittlerweile zum diagnostischen Standard in der Augenheilkunde.

## Augen bei verschiedenen Gruppen von Wirbeltieren

### Säugetiere
Die funktionelle Leistungsfähigkeit der Augen und damit die Qualität der visuellen Wahrnehmung bei Säugetieren hängt von den jeweiligen Lebensumständen ab. Bei Tieren, die unter der Erde leben (z. B. Maulwurf), sind die Augen häufig zurückgebildet, während Katzen und andere Raubtiere eine leistungsfähige Fovea centralis und ein entsprechend gutes Sehvermögen haben. Auch die Position ihrer Augen ist, wie beim Menschen, auf ein differenziertes räumliches Sehen ausgerichtet. Bei Fluchttieren wie Pferden, oder typischen Beutetieren wie Hasen sind die Augen dagegen seitlich angeordnet; das ermöglicht zwar kein räumliches Sehen aber ein großes Gesichtsfeld.

### Vögel
Die Augen von Vögeln sind in Relation zu ihrer Körpergröße größer als die der Säugetiere. Sie besitzen teils spezielle funktionale Anpassungen an ihre Umwelt.
So ermöglichen die Augen nachtaktiver Vögel (zum Beispiel Eulen) bei geringerer Sehschärfe eine höhere Lichtausbeute als die von Tagvögeln (bspw. Wanderfalken). Manche kleinen Vögel sind zudem in der Lage, UV-Licht zu erkennen. Viele Arten besitzen im Gegensatz zum Menschen vier anstatt drei Farbrezeptoren. Auch können die meisten Vogelarten mehr Bilder pro Sekunde wahrnehmen als Menschen und erreichen so ein höheres zeitliches Auflösungsvermögen. Der Netzhautbereich des schärfsten Sehens ist mit etwa 20° bei Vögeln rund achtmal so groß wie beim Menschen. Tagaktive Greifvögel besitzen darüber hinaus zwei Foveae, eine mediale zur binokularen Fixation sowie eine laterale zur seitlichen Wahrnehmung.

### Reptilien
Die Augen von Reptilien können in ihrer Größe sehr unterschiedlich und in manchen Fällen deutlich reduziert sein. Sie lagern meist in großen Augenhöhlen und werden in der Regel durch die sechs äußeren Augenmuskeln sowie den Musculus retractor bulbi bewegt.
Die Anhangsorgane weisen teils Tränendrüsen auf, teils fehlen diese. Alle Arten verfügen jedoch über sogenannte Hardersche Drüsen, die ein Sekret produzieren, welches ein Gleiten der Nickhaut über den Augapfel ermöglicht. Während das Sekret bei den Schlangen und einigen Echsenarten, bei denen das Unterlid zu einer transparenten, starren Membran („Brille“) ausgewachsen ist, über Tränennasengänge in die Mundhöhle abgeleitet wird, kann es beim Krokodil, zum Beispiel bei starken Schluckbewegungen, zwischen Nickhaut und Augapfel austreten und so zu den bekannten Krokodilstränen führen.
Art und Anzahl der reizverarbeitenden Netzhautzellen (Zapfen und Stäbchen) sowie die Form der Pupillen (rund oder Schlitzpupillen) sind abhängig von Tag- oder Nachtaktivitäten der entsprechenden Spezies. So besitzen Echsen zwei bis drei unterschiedliche Zapfentypen, höher entwickelten Schlangen zusätzliche Stäbchen.

### Amphibien

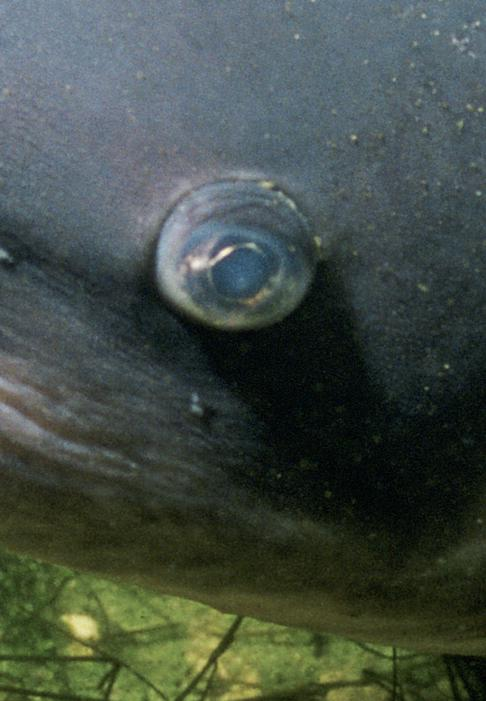
Auge eines Katzenwels

Die Augen der Amphibien, bis auf unterirdisch lebende oder höhlenbewohnende Arten, sind in der Regel gut ausgebildet. Bis auf die Schwanz- und Froschlurche verfügen sie über bewegliche Augenlider. Der Musculus retractor bulbi hat insbesondere beim Fangen von Beute und beim Schlucken noch die ausgeprägte Funktion, den Augapfel in die Orbita zurückzuziehen.
Die Netzhaut weist zwei Stäbchen- und Zapfentypen auf. Das Gesichtsfeld kann mit einem Ausmaß von bis zu 360° teils sehr groß sein (Froschlurche und einige Salamanderarten) und einen fast vollständigen Rundumblick ermöglichen. Durch entsprechende Überlappungen besteht die Möglichkeit des räumlichen Sehens.

### Wasserlebende Wirbeltiere
Die Augen von im Wasser lebenden Wirbeltieren weisen teils anatomische und funktionelle Merkmale auf, die sie von denen anderer Wirbeltiere unterscheiden.
Während bei der Mehrzahl der Strahlenflosser, dem Schleimaal und bei einigen Zitterrochen die Augen noch durch eine durchsichtige Hautschicht abgedeckt werden, und die Hornhaut der Haie durch eine lichtdurchlässige Nickhaut geschützt wird, fehlen bei anderen Fischen in der Regel die Augenlider oder ähnliche Schutzmechanismen. Auch besitzen die Augen des Schleimaals weder eine Linse noch eine Iris. Knorpel- und Knochenfische hingegen verfügen über Regenbogenhaut und eine Linse, die jedoch unelastisch und auf Nahsicht eingestellt ist. Doch kann sie durch Muskelkontraktion in ihrer Position verändert und so auf eine Fernsicht angepasst werden.